# Marcelle Romée

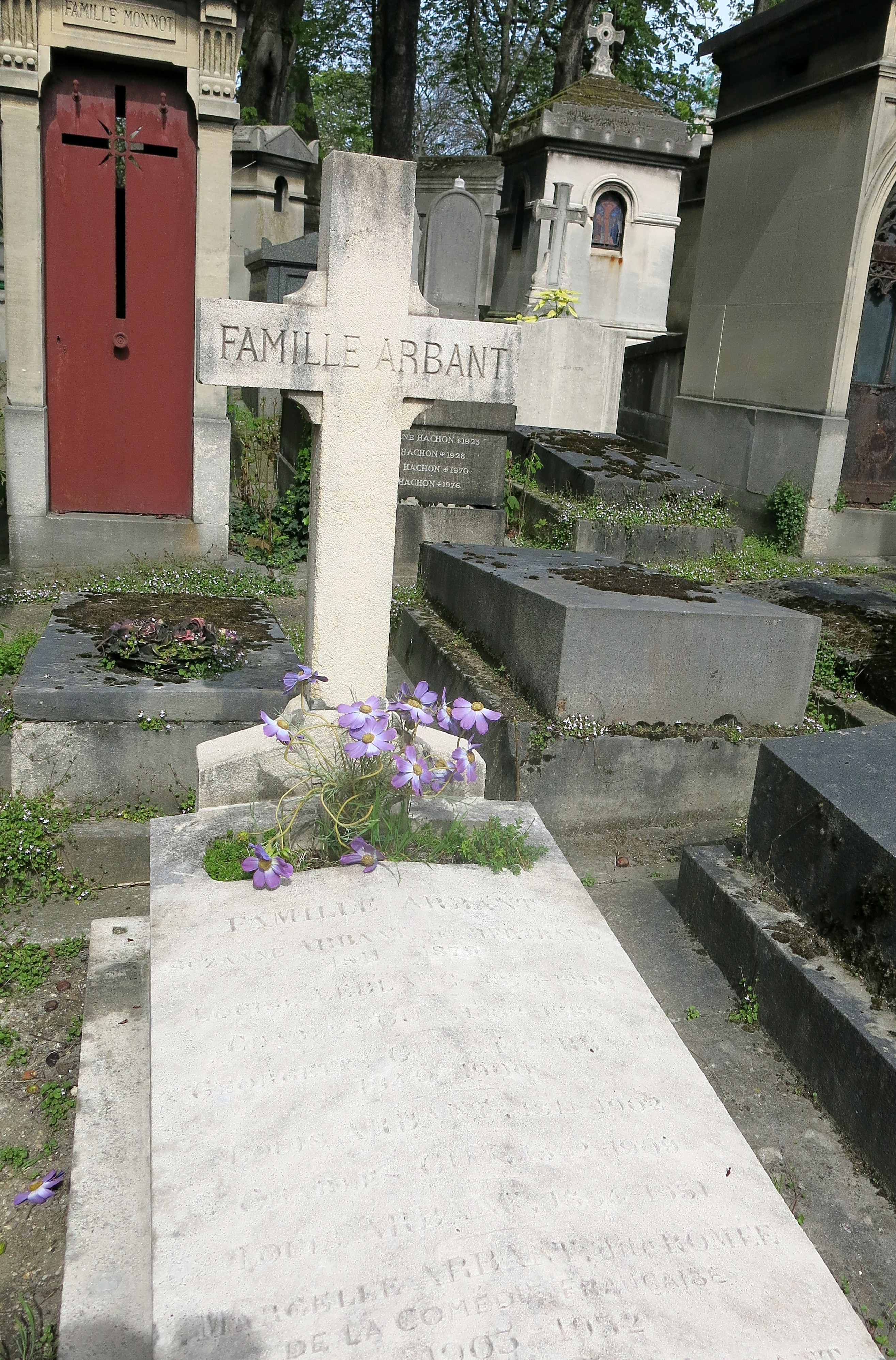
Familiegraf op de begraafplaats Père-Lachaise

Marcelle Romée (Neuilly-sur-Seine, 7 februari 1903 - Chatou, 3 december 1932) was een Franse theater- en filmactrice.

## Biografie
Ze werd geboren als Marcelle Arbant maar nam de artiestennaam Marcelle Romée aan. Ze maakte in augustus 1926 haar debuut in de Comédie-Française in het toneelstuk L'Avare. Ze speelde de jeune première in verschillende klassieke toneelstukken. Haar rol in Les trois Henry van André Lang (1930) betekende haar doorbraak.
In 1930 en 1931 speelde ze in vier films. Al bij haar eerste filmrol kreeg Romée lovende kritieken in de pers. In 1932 werd haar het statuut van sociétaire (vaste actrice) aangeboden door de Comédie-Française. Dit was een blijk van erkenning maar hield ook het verbod in om nog verder in speelfilms te acteren. Na lang aarzelen weigerde ze. Deze stress was niet goed voor haar mentaal welzijn en ze moest opgenomen worden in een kliniek in Le Vésinet. In juli 1932 ondernam ze een zelfmoordpoging die mislukte. In de nacht van 3 december slaagde ze erin te ontsnappen uit de kliniek en ze wierp zich iets verderop in de Seine. Pas na een week werd haar lichaam teruggevonden. Haar begrafenisplechtigheid ging door in Neuilly-sur-Seine.

## Filmografie
- La Lettre (1930) van Louis Mercanton
- Le Cap Perdu (1931) van Ewald André Dupont
- Une nuit à l'hôtel (1931) van Léo Mittler
- Cœur de lilas (1931) van Anatole Litvak